# Glasnost

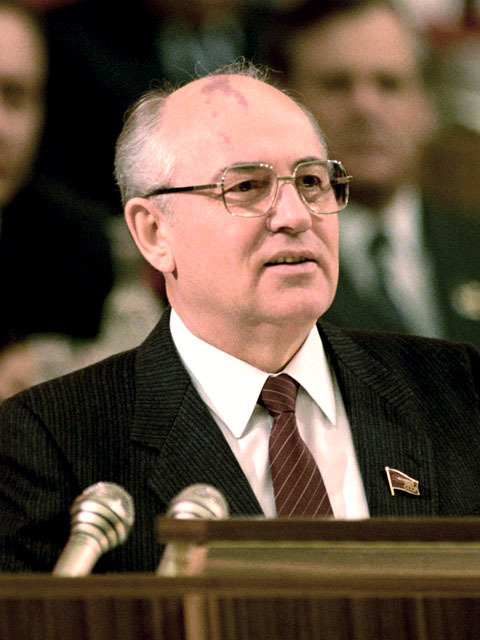
Mihail Gorbaciov

Glasnost (în rusă гласность, în traducere literală Deschiderea) a fost un concept de transparență (socială) introdus de secretarul general Mihail Gorbaciov în cea de-a doua jumătate a anilor 1980 în instituțiile guvernamentale și în viața civilă din Uniunea Sovietică.
Glasnost se folosește asociat cu Perestroika (literal: Restructurare), o altă reformă implementată de Gorbaciov în același timp. Cuvântul "glasnost" a fost folosit în limba rusă de prin secolul al XVIII-lea. 
Cuvântul a fost folosit frecvent de către Gorbaciov pentru a denumi politicile care el credea că ar putea ajuta la reducerea corupției din conducerea de vârf a Partidului Comunist și a guvernului sovietic, și să modereze abuzul de putere în administrație, în Comitetul Central.